# Jack Balmer
Jack Balmer, né le 6 février 1916 à Liverpool (Angleterre) et mort le 25 décembre 1984, était un footballeur anglais qui évoluait au poste d'attaquant à Liverpool.

## Carrière
- 1935-1952 :  Liverpool

## Palmarès

### Avec Liverpool
- Vainqueur du Championnat d'Angleterre de football en 1947